# Nihad Mujakić
Nihad Mujakić, né le 15 avril 1998 à Sarajevo en Bosnie-Herzégovine, est un footballeur international bosnien. Il évolue au poste de défenseur central au Partizan Belgrade.